# 特別干預組 (意大利)
特別干預組（縮寫：GIS）是意大利武装部队的一个精英部门，与陆军第九傘降突擊營(俗稱『莫斯钦隘口』，因為此部隊前身在一次大戰中浴血攻下義奧邊界山區險要處)、海军潛水與侵入突擊群和空军第17突击队风暴一起被列为意大利武装部队特种部队（TIER1）。
特别干预组具有双重性质：1978年，作为警察的精英单位（战术警察部队）诞生，自2000年以来，该部门在多个战区（巴尔干半岛、阿富汗、伊拉克、非洲之角等）以及意大利外交机构认为对意大利构成威胁的所有国家和地区进行活动，为国际上任何类型的高风险特别行动做好准备。
特别干预组是第二机动宪兵旅的一部分，在作战上依赖于特种部队作战部队间司令部。与其他意大利特种部队不同，其成员除了拥有突袭士兵资格外，还拥有公安官、士官和宪兵的公安代理人资格。

## 历史

### 起源
在上世纪70年代（所谓的铅色年代），意大利的政治和民间机构经常遭受当地恐怖组织例如赤軍旅的暴力袭击。虽然意大利政府没有采取正式行动，但在精锐的武装部队和警察部门中设立了一些单位，负责在有人质的危机情况下开发和测试干预战术。
1977年10月18日，德国國境警備隊下屬的 GSG-9 特種部隊在索馬利亞成功实施了“魔火作战”（Operation Feuerzauber，Magic Fire），该行动在索马里解救了當時被劫持且仍在恐怖分子手中的汉莎航空181号航班的86名乘客和3名机组人员。鑒於德國這一次成功反恐行動，意大利進行可行性研究後，1977年10月24日，卡賓槍騎兵率先在『托斯卡尼營』成立特殊干預組。隨即，1978年1月6日，意大利當時內政部長下令成立一個特别干预聯合單位，以支援配合反恐行動调查。

### 战术警察部队
因此，義大利國家宪兵队高層决定从1978年2月6日正式成立的“第一托斯卡纳伞兵宪兵营”（当时由罗曼诺·马尔基西奥上校领导，后来成为旅长）中抽调人員成立特别干预组，这是第一个俗稱為“皮革頭”的部门。[3]-武装部队总司令部。与此同时，州警察进一步专门化了一些部门，以支持UCIGOS的反恐行动，建立了国家反恐委员会。该部由36名伞兵（包括军官）组成，分为两个科。一个月后，第一份工作是在莫罗被绑架期间寻找赤軍旅巢穴。[4]
这个宪兵队可以作为第一旅在司法警察/公共秩序和军队中发挥作用。伞兵“托斯卡纳”和第13军团“弗留利·威尼斯·朱利亚”。
特別干預組 GIS 于1980年12月29日在特拉尼（BT）公开亮相。由恐怖分子领导的骚乱在监狱中爆发。直升机开始在大楼上空盘旋，蒙面的 GIS 人员迅速从那里下来。尽管反对派焊接了许多大门，以阻止外界的干预，但他们在几分钟内重新控制了监狱。
2006年GIS部门

### 特种部队
2004年是新闻部大发展的一年。在意大利，国防部与其他武装部队的特种部队一起被列为一级特种部队（TIER 1）[5]；在国外，特別干預組 GIS 成为ATLAS网络[6]的一部分，ATLAS是欧盟的一个组织，由所有成员国的战术警察部队以及一些非欧盟国家的战术警察组成，旨在在超国家层面上调整欧洲反恐部队的绩效标准[7]。
根据共和国总统2020年4月22日的命令，军旗授予了宪兵队特别干预组。[8][9]